# 오손

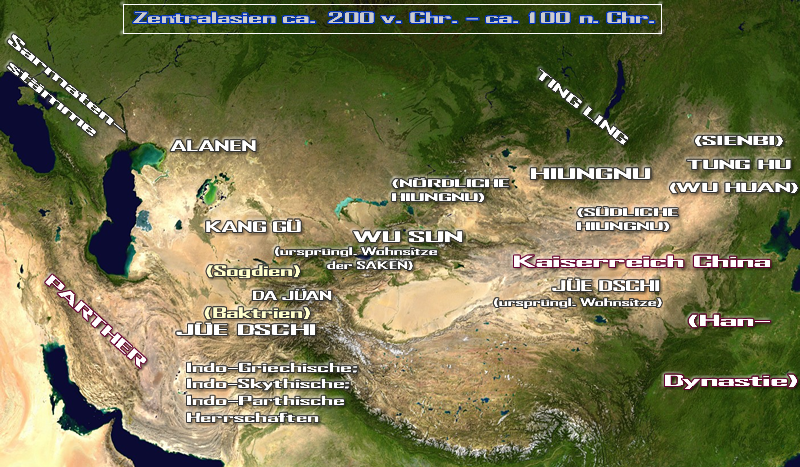
기원전 2세기의 오손과 그 이웃나라

오손(烏孫)은 인도유럽계 유목 민족이다. 오손족은 중국문헌에 따르면 월지 근처에 살았다. 그러나 기원전 173년 경 흉노의 공격을 받고 하서지역으로 이동한 월지에게 공격을 받고 일시적으로 세력이 약화되었다. 흉노 선우의 보살핌 아래 성장한 오손의 왕자 엽교미는 흉노의 힘을 빌려 기원전 130년 대에 일리강 유역으로 이동해있던 월지를 쫓아내고 오손을 부활시켰다. 흉노의 군신 선우가 사망하자 엽교미는 흉노와 거리를 두고 속국이 되기를 거부하였고 흉노의 공격을 막아내었다. 기원전 126년 경 장건이 방문하였을 무렵 오손은 강한 군사력을 가진 국가로 성장하였고, 인접한 흉노와 동맹을 원하는 한 제국 사이에서 실리에 따라 외교를 하며 균형을 유지했다. 기원전 1세기 무렵 호수는 12만, 인구는 63만, 병사는 18만 8천이었다. 오손에 대한 중국의 마지막 문헌은 서기 436년에 중국의 사절단이 방문한 것이다.
그들의 국가들은 제티수 지역의 이동에 관련있다. 그들이 이동하여 건국한 국가들의 기록이 6세기에서 오늘날까지 페르시아, 아랍, 투르크와 러시아 문헌에 남아있다. 현재 그들의 후손은 약 250,000 명이며 서기 1세기의 인구의 절반정도이다. 우이신스는 두 부족이 있는데 둘라트와 사리 우이신(황오손)이 그들이다.

## 정치 체계
《한서》에 따른 것이다.
수도는 적곡성(赤谷城)이다. 군주는 곤막(昆莫) 혹 곤미(昆彌)라고 한다.
관직으로는 상(相), 대록(大祿), 좌·우대장 각 1명, 후(侯) 3명, 대장과 도위 각 1명, 대감(大監) 2명, 대리(大吏) 2명, 사중대리(舍中大吏) 2명, 기군(騎郡) 2명이 있다.

## 역대 군주
오손은 자신들의 군주를 '곤미'라고 불렀다. 광왕 니미 사후, 전한의 개입으로 대곤미, 소곤미 2명의 군주를 두고 6:4의 비로 오손을 나누어 다스렸다.
1. 곤막(昆莫) 엽교미(獵驕靡)
2. 잠취(岑陬) 군수미(軍須靡)
3. 비왕(肥王) 옹귀미(翁歸靡)
4. 광왕(狂王) 니미(泥靡)

대곤미
1. 원귀미(元歸靡)
2. 성미(星靡)
3. 자율미(雌栗靡)
4. 이질미(伊秩靡)

소곤미
1. 오취도(烏就屠)
2. 부리(拊離)
3. 일이(日貳)
4. 안일(安日)
5. 말진장(末振將)
6. 안리미(安犁靡)

## 같이 보기
- 미탄니
- 마르얀누
- 카시트인
- 힉소스